# Bertin Ebwellé
Bertin Ndingue Ebwellé é um ex-futebolista camaronês. Ele competiu na Copa do Mundo de 1990, sediada na Itália, na qual a seleção de seu país terminou na 7ª colocação dentre os 24 participantes.